# Bubenhausen
Bubenhausen is een plaats in de Duitse stad Zweibrücken, deelstaat Rijnland-Palts, en telt 3435 inwoners (2006).
Bubenhausen · Ernstweiler · Ixheim · Mittelbach-Hengstbach · Mörsbach · Niederauerbach · Oberauerbach · Rimschweiler · Wattweiler